# K (劇場版)
《K MISSING KINGS》，是日本動畫《K》第一期的動畫電影續作，於2014年7月12日上映。《K SEVEN STORIES》是《K》的劇場版動畫，亦稱動畫電影，共六部，2018年7月起每月一部上映。

## K MISSING KINGS
劇場版《K MISSING KINGS》是2012年日本電視動畫《K》第一期的動畫電影續作，2014年7月12日日本上映，臺灣於2014年8月15日上映，譯稱《K消失的王權者》，香港於2014年9月11日，譯為《K MISSING KINGS 消失的王》，片長約75分鐘。續作為電視動畫第二期《K RETURN OF KINGS》。

### 概要
周防尊死去，由櫛名安娜繼任赤之王。

### 製作人員
- 原作：GoRA×GoHands
- 監督、人物設定：鈴木信吾
- 系列構成：GoRA
- 系列導演：金澤洪充
- 總作畫監督：古田誠
- 道具設計師：岸田隆宏
- 機械設計師：大久保宏
- 主動畫師：内田孝行
- 攝影監督：福士享
- CGI導演：菊地貴紀
- 美術監督：内藤健
- 色彩設計：齊藤友子
- 編輯：丹彩子
- 音響監督：田中亮
- 音響效果：山谷尚人
- 音響制作：Glovision
- 音樂：遠藤幹雄
- 音樂制作：STARCHILD
- 動畫製作：GoHands
- 製作：K-Project（國王唱片、Movic、KlockWorx、SMC、AT-X）
- 配給：國王唱片

### 主題曲
主題曲「Different colors」
作詞：atsuko，作曲：atsuko、KATSU，編曲：KATSU，主唱：angela
插曲「–フレイム･オブ･レツド–」
作詞：atsuko，作曲：atsuko、KATSU，編曲：KATSU，主唱：櫛名安娜（堀江由衣）

## K SEVEN STORIES
《K SEVEN STORIES》六部動畫電影，是原創動畫《K》系列新動畫電影作品，2018年7月7日起每月一部上映，六部電影同時上映衍生作品第七個故事「The・偶像K」。

### 工作人員
- 監督、人物設定：鈴木信吾
- 系列構成：GoRA
- 動畫製作：GoHands
- 製作：K-7project

### 主題曲
「SURVIVE!」
演出 - angela

### 片尾曲
[BLAZE] (第一部)
作词：atsuko
作曲：atsuko,KATSU
编曲：KATSU
歌：angela
[天狼の如く] (第二部)
作词：atsuko
作曲：atsuko,KATSU
编曲：KATSU
歌：angela
［上書き世界］ (第三部)
作词：atsuko
作曲：atsuko,KATSU
编曲：KATSU
歌：angela
[Lost Small World~檻の向こうに~］ (第四部)
作词：atsuko
作曲：atsuko,KATSU
编曲：KATSU
歌：angela
[BURN] (第五部)
作词：atsuko
作曲：atsuko,KATSU
编曲：KATSU
歌：angela
[Nameless Song] (第六部)
作词：atsuko
作曲：atsuko,KATSU
编曲：KATSU
歌：angela
[Kiss!Kiss!Kiss!] (偶像篇)
作词：来楽零(GoRA)
作曲：設楽哲也
编曲：設楽哲也
歌：伊佐那社（CV:浪川大輔）
夜刀神狗朗（CV:小野大輔）
比水流（CV:與津和幸）
御芍神紫（CV:森田成一）
八田美咲（CV:福山潤）
伏見猿比古（CV:宮野真守）

### 電影
| 集 | 中文片名                        | 片名 | 主要角色                     | 上映日        | 臺灣上映日     | 香港上映日     |
| -- | ------------------------------- | ---- | ---------------------------- | ------------- | -------------- | -------------- |
| 1  | R：B～BLAZE～                   |      | 周防尊、宗像禮司             | 2018年7月7日  | 2018年7月7日   | 2018年7月7日   |
| 2  | SIDE：BLUE～猶如天狼～          |      | 宗像禮司、善條剛毅           | 2018年8月4日  | 2018年8月10日  | 2018年8月11日  |
| 3  | SIDE：GREEN～覆寫世界～         |      | 比水流、五條須久那           | 2018年9月1日  | 2018年9月14日  | 2018年9月15日  |
| 4  | Lost Small World ～牢籠的彼端～ |      | 伏見猿比古、八田美咲         | 2018年10月6日 | 2018年10月12日 | 2018年10月20日 |
| 5  | 紅之記憶 ～BURN～               |      | 周防尊、草薙出雲、十束多多良 | 2018年11月3日 | 2018年11月9日  | 2018年11月17日 |
| 6  | Circle Vision ～Nameless Song～ |      | 伊佐那社、夜刀神狗朗         | 2018年12月1日 | 2018年12月7日  | 2018年12月15日 |